# José de Freitas
José de Freitas là một đô thị thuộc bang Piauí, Brasil. Đô thị này có diện tích 1538,205 km², dân số năm 2007 là 35188 người, mật độ 22,88 người/km².